# Marie-Madeleine Mborantsuo
Marie-Madeleine Mborantsuo, dite « 3M », née le 18 avril 1955 à Franceville (Gabon), est une magistrate gabonaise. Elle est présidente de la Cour constitutionnelle de sa création en 1991 à 2023.

## Biographie

### Origines, études et vie privée
Elle est la fille de Jean Kambangoye, un charpentier, et de Berthe Nouo,,.
Elle fait ses études primaires à l'École catholique Saint-Hilaire de Franceville et secondaires au collège Notre-Dame-de-la-Salette de Koulamoutou puis au lycée d'État de Franceville, où elle obtient un baccalauréat série A4 en 1975. Elle décroche une maîtrise de droit à l'université de Libreville puis est intégrée au corps de la magistrature, comme auditrice à la Chambre des comptes de la Cour suprême. Elle effectue ensuite un stage à la Cour des comptes française et à l'Institut international d'administration publique de Paris. Revenue au Gabon et travaillant de nouveau à la Chambre des comptes, elle demande une mise en disponibilité pour s'inscrire à l'université Panthéon-Assas (France), où elle obtient un diplôme d'études approfondies en finances publiques, fiscalité et droit constitutionnel.
Elle a été mannequin, étant sacrée Miss Haut-Ogooué.
Maîtresse du président Omar Bongo, elle a avec lui deux enfants. Elle est également mère d'un autre enfant.

### Magistrate
Revenue au Gabon, elle est nommée conseillère du ministre de la Planification, cumulant cette fonction avec celle d'auditrice à la Chambre des comptes et professeure à l'université de Libreville et à l'Institut de l'économie et des finances (IEF). En 1983, à l'âge de 28 ans, elle est nommée présidente de la Chambre des comptes de la Cour suprême, qu'elle contribue à organiser, à la demande du président Omar Bongo, sur le modèle français. En 1990, alors que le président Omar Bongo autorise des réformes démocratiques, elle est membre de la Commission des institutions, chargée de repenser les institutions. Elle participe ainsi à élaborer la Constitution transitoire de 1990, qui instaure le multipartisme. Membre de la Commission spéciale de rédaction de la Constitution du 26 mars 1991, qui crée la Cour constitutionnelle, elle en devient membre en octobre de la même année, avant d'en être élue la première présidente.
En 1998, à la suite d'une modification constitutionnelle qui change le mode de désignation du président de la Cour, le président Omar Bongo la confirme dans ses fonctions. Elle soutient une thèse de doctorat à l'université d'Aix-en-Provence en 2001, obtenant le diplôme de docteur en droit en 2005 avec les félicitations du jury. Elle est par ailleurs reconduite dans ses fonctions de présidente de la Cour constitutionnelle. Ses décisions judiciaires suscitent toutefois les critiques de l'opposition, notamment au sujet de sa partialité, ce dont elle se défend.
Elle supervise les travaux de construction du siège de la Cour constitutionnelle, un palais à colonnades.
Le 17 août 2008, le président Omar Bongo ouvre le bal de la fête de l’indépendance avec Marie-Madeleine Mborantsuo, et non avec la Première dame Édith Bongo, alors gravement malade. Cela est interprété comme un adoubement devant les hiérarques du régime. Un an plus tard, après la mort du président, alors que certains craignent pour la stabilité du pays, elle intronise la présidente du Sénat Rose Francine Rogombé présidente par intérim et manœuvre en coulisses pour que la commission électorale organise un scrutin crédible, lors duquel Ali Bongo est élu président, confirmant par ailleurs sa victoire. Discrète durant son premier septennat, elle apparaît cependant comme un contre-pouvoir, la Cour constitutionnelle faisant ainsi annuler en décembre 2015 des ordonnances présidentielles portant sur l’organisation de la justice.
Après l'élection présidentielle de 2016, lors de laquelle Jean Ping accuse son adversaire Ali Bongo (le président sortant, dont elle est la belle-mère) de tricherie, elle confirme la victoire d'Ali Bongo, sans entrer dans les détails. Cette décision ne surprend pas le candidat malheureux, en raison des liens de Marie-Madeleine Mborantsuo avec la famille Bongo. Jean Ping surnomme ainsi la Cour constitutionnelle « la tour de Pise », parce qu’elle penche toujours du côté du pouvoir.
Le 30 avril 2018, après l'échec du gouvernement d'Emmanuel Issoze Ngondet d'organiser les élections législatives, la Cour constitutionnelle lui ordonne de démissionner, dissout l'Assemblée nationale et confie le pouvoir législatif au Sénat jusqu'à l'organisation du scrutin. Cette décision provoque la surprise dans le pays, d'autant plus que la Cour était jugée très favorable au gouvernement d'Ali Bongo. Le 3 mai 2018, il est reconduit dans ses fonctions.
À la suite du coup d'État de 2023, elle quitte ses fonctions de présidente de la Cour constitutionnelle.
En janvier 2024, Marie-Madeleine Mborantsuo est nommée « présidente honoraire de la Cour constitutionnelle », une fonction honorifique, ce qui suscite une polémique, la magistrate étant considérée comme un pilier de l'ancien régime. Le 2 février 2024, la Cour constitutionnelle annule finalement sa nomination honorifique.

### Autres engagements
Elle a été première vice-présidente du Comité international de bioéthique de l'UNESCO et présidente de l'Association des cours constitutionnelles des pays ayant en partage l'usage du français (ACCPUF). Elle est également arbitre conciliateur au Centre international des règlements des différends relatifs aux investissements (CIRDI), un organe de la Banque mondiale, membre d'une des commissions des Nations unies chargée du règlement des conflits frontaliers, de l'Association des juristes africains (AJAF) et de l'Association des femmes juristes gabonaises (AFJG).

## Affaires judiciaires
À partir de 2014, elle est soupçonnée de détournements de fonds publics et blanchiment en bande organisée par le parquet national financier français. En décembre 2017, elle est entendue par la justice française à ce sujet. Elle dément toutefois le bien-fondé de cette procédure.
Le 30 juin 2017, un Gabonais et un observatoire des entreprises, tous deux domiciliés à Paris, déposent une requête devant le parquet national financier pour escroquerie, abus de confiance, faux et usage de faux. Ils affirment que, contrairement à ce que dit sa biographie, elle n'a pas pu obtenir une maîtrise de droit en 1979 puisque l'université de Libreville ne formait à l'époque que jusqu'à la licence. Par ailleurs, le poste de président de la Cour constitutionnelle n'étant renouvelable qu'une fois, elle l'occuperait illégalement depuis 2006. Étant depuis responsable du budget de la Cour, les plaignants l'accusent donc de détournement de fonds publics.

## Décorations
- Grand-croix de l'ordre de l'Étoile équatoriale (Gabon)[1] ;
- Grand officier de l'ordre national du Mérite (Gabon)[1] ;
- Commandeur de la Légion d'honneur (France)[1] ;
- Chevalier de l'ordre national du Mérite (Centrafrique)[1].

## Publications
- La contribution des Cours constitutionnelles à l'État de droit en Afrique, éditions Economica, 2007.
- La Constitution de la République gabonaise